# Megamelus discrepans
Megamelus discrepans är en insektsart som beskrevs av Haupt 1930. Megamelus discrepans ingår i släktet Megamelus och familjen sporrstritar. Inga underarter finns listade i Catalogue of Life.